# Ung thư tử cung
Ung thư tử cung là hai loại ung thư phát triển từ các mô của tử cung. Ung thư nội mạc tử cung hình thành từ niêm mạc tử cung và sarcoma tử cung hình thành từ các cơ hoặc mô hỗ trợ của tử cung. Các triệu chứng của ung thư nội mạc tử cung bao gồm chảy máu âm đạo bất thường hoặc đau ở khung chậu. Các triệu chứng của sarcoma tử cung bao gồm chảy máu âm đạo bất thường hoặc hình thành một khối trong âm đạo.
Các yếu tố nguy cơ của ung thư nội mạc tử cung bao gồm béo phì, hội chứng chuyển hóa, tiểu đường loại 2 và tiền sử gia đình về tình trạng này. Các yếu tố nguy cơ của sarcoma tử cung bao gồm xạ trị trước đó vào khung chậu. Chẩn đoán ung thư nội mạc tử cung thường dựa trên sinh thiết nội mạc tử cung. Chẩn đoán sarcoma tử cung có thể bị nghi ngờ dựa trên các triệu chứng, khám vùng chậu và hình ảnh y tế.
Ung thư nội mạc tử cung thường có thể được chữa khỏi trong khi sarcoma tử cung thường khó điều trị hơn. Điều trị có thể bao gồm kết hợp phẫu thuật, xạ trị, hóa trị, liệu pháp hormone và liệu pháp nhắm mục tiêu. Chỉ hơn 80% số người sống sót sau hơn 5 năm sau chẩn đoán.
Trong năm 2015, khoảng 3,8 triệu người đã bị ung thư tử cung trên toàn cầu và dẫn đến 90.000 ca tử vong. Ung thư nội mạc tử cung là tương đối phổ biến trong khi sarcoma tử cung là hiếm hơn. Ở Hoa Kỳ, các ca ung thư này đại diện cho 3,6% trường hợp ung thư mới. Chúng thường xảy ra ở phụ nữ trong độ tuổi từ 55 đến 74.